# Ешли Лоуренс
Ешли Лоуренс (енгл. Ashley Laurence) је америчка глумица. Најпознатија је по улози Кирсти Котон у хорор филму Господари пакла из 1987. године и три његова наставака (од укупно 10 филмова у серијалу).